# Liste der Monuments historiques in Le Loroux
Die Liste der Monuments historiques in Le Loroux führt die Monuments historiques in der französischen Gemeinde Le Loroux auf.

## Liste der Objekte
| Bezeichnung                | Beschreibung                             | Standort                       | Kennzeichnung | Schutzstatus | Datum | Bild |
| -------------------------- | ---------------------------------------- | ------------------------------ | ------------- | ------------ | ----- | ---- |
| Skulptur eines Bischofs    | Holz, polychrom gefasst, 16. Jahrhundert | in der Kirche St-Martin (Lage) | PM35002813    | Inscrit      | 1997  |      |
| Retabel                    | Holz, zweite Hälfte 18./19. Jahrhundert  | in der Kirche St-Martin (Lage) | PM35002812    | Inscrit      | 1997  |      |
| Skulptur Christus am Kreuz | Holz, 18. Jahrhundert                    | in der Kirche St-Martin (Lage) | PM35002814    | Inscrit      | 1997  |      |